# Adalbert Horawitz
Adalbert Horawitz (23. ledna 1840, Lodi, Lombardie – 6. listopadu 1888, Vídeň) byl rakouský historik a filolog. Věnoval se při své vědecké činnosti renesančnímu humanismu.

## Životopis
Horawitz byl synem vojenského lékaře a studoval ve Vídni historii a filologii. V roce 1862 promoval na doktora filologie. Následně vyučoval na různých školách.
Jeho výzkum byl zaměřen na Beata Rhenana, Michaela Hummelbergera, Caspara Bruschia a Johanna Tichtela. Od roku 1868 vyučoval všeobecné dějiny středověku na vídeňské univerzitě. Byl korespondenčním členem Rakouské akademie věd.